# Louisiadkungsfiskare
Louisiadkungsfiskare (Todiramphus colonus) är en fågel i familjen kungsfiskare inom ordningen praktfåglar.

## Utseende och läte
Louisiadkungsfiskaren känns igen på mörkt grönaktig rygg, mer bjärt blågröna vingar, mörkare ansiktsmask, grönaktig hjässa, vitt halsband och en beigeorange fläck framför ögat. Näbben är relativt tunn. Arten är mycket lik stillahavskungsfiskare och helig kungsfiskare, men är mindre med rakare näbb. Den saknar också heliga kungsfiskarens beigefärgade undersida. Lätet är dåligt känt, men antas likna stillahavskungsfiskaren.

## Utbredning och systematik
Fågeln förekommer på öar utanför sydöstra Papua Nya Guinea och i Louisiaderna.. Tidigare betraktades den som en underart till halsbandskungsfiskare (T. chloris). 

## Levnadssätt
Louisiadkungsfiskaren hittas i de flesta miljöer, men ses huvudsakligen utmed kusten, framför allt i mangrove.

## Status
IUCN erkänner den inte som art, varför dess hotstatus inte formellt bedömts.